# Entre tú y mil mares (canción)
«Entre tú y mil mares» es una canción interpretada por la cantante italiana Laura Pausini y escrita por su compatriota Biagio Antonacci bajo el título de «Tra te e il mare». Y la versión en español fue adaptada por Badía. «Entre tú y mil mares» es el primer sencillo del álbum que titula al sencillo que fue producido por K. C. Porter, Alfredo Cerruti, Dado Parisini, Celso Valli y la misma Pausini. Entre tú y mil mares le valieron nominaciones al Latin Grammy Award, una de ellas en la categoría de "Mejor productor de año". Es, hasta hoy, una de las canciones más populares y recordadas de la cantante.

## Lista de canciones
CD single – "Tra te e il mare" – Italia (2000)
1. «Tra te e il mare» – 3:49
2. «Tra te e il mare» (Instrumental) – 3:49
3. «Looking for an Angel» – 4:13

CD single – "Tra te e il mare" – Alemania (2001)
1. «Tra te e il mare» – 3:49
2. «La solitudine» (Original versión) – 4:04

CD single – "Entre tú y mil mares" – España (2000)
1. «Entre tú y mil mares» (Progressive Brizz Mix Radio Edit) – 3:47
2. «Entre tú y mil mares» (Progressive Brizz Mix Extended Club) – 8:05
3. «Tra te e il mare» (Progressive Brizz Mix Radio Edit) – 3:47

## Posicionamiento en listas

### Semanales y mensuales
| Bélgica        | Ultratip Valona      | 9  |
| Estados Unidos | Hot Latin Songs      | 13 |
| Estados Unidos | Latin Pop Songs      | 10 |
| Estados Unidos | Tropical Songs       | 13 |
| Francia        | Single Top 100       | 16 |
| Francia        | SNEP Airplay         | 16 |
| Italia         | Top Digital Download | 4  |
| Italia         | Music Control        | 3  |
| Países Bajos   | Single Top 100       | 82 |
| Suiza          | Singles Top 75       | 42 |